# Церква Воскресіння Господнього (Розвадів)

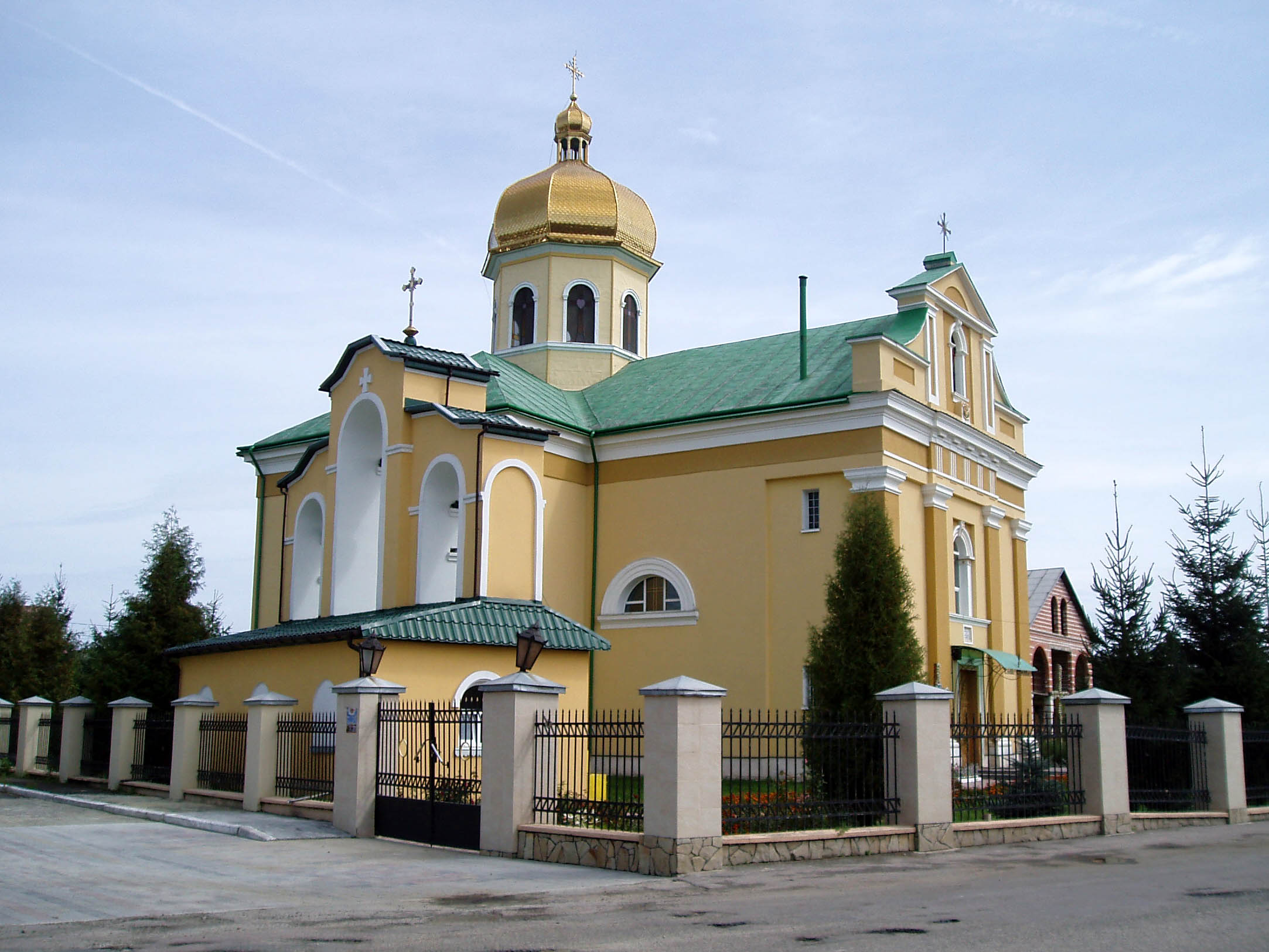
Церква Воскресіння Господнього (Розвадів)

Церква Воскресіння Господнього — українська греко-католицька діюча церква у селі Розвадів Миколаївського району Львівської області в Україні. Знаходиться на вулиці Богдана Хмельницького. Пам'ятка архітектури.

## Історія
Перша дерев'яна церква була у селі Розвадів, мабуть, ще за часів Київської Русі. У 1830-х роках громада села почала зводити нову кам'яну церкву, але не було коштів для завершення будівництва. За переказами стіни церкви стояли так довго, що в них встигла вирости груша, яка почала плодоносити. Зрештою, 1860 року відбулося посвята нової кам'яної церкви Воскресіння Господнього, яка й сьогодні є окрасою села.
2010 року церкву реставрували. Збудували нову дзвіницю, накрили новим дахом.